# Dziegietnia-Kolonia
Dziegietnia-Kolonia – wieś w Polsce położona w województwie mazowieckim, w powiecie sokołowskim, w gminie Sokołów Podlaski. Leży nad Starą Rzeką.
W latach 1975–1998 miejscowość administracyjnie należała do województwa siedleckiego.